# 11th Hour Racing
11th Hour Racing, antiguamente Vestas 11th Hour Racing por el patrocinio de Vestas como velero de competición de la clase Open 65,  que compitió en la vuelta al mundo 2017-18 hoy en día el equipo compite con un velero de la clase IMOCA 60 en The Ocean Race 2023. 
El nombre de 11th Hour Racing se refiere a un programa de la "Fundación Schmidt Family ". Ya compitió en la Volvo Ocean Race 2017-18, en la que acabó quinto, y en la Volvo Ocean Race 2014-15, con el nombre Team Alvimedica, en la que también había terminado quinto. 

## Tripulación 2023

### 11th Hour Racing
Charlie Enright (patrón)

 Justine Mettraux (tripulante)

 Simon Fisher (navegante)

 Francesca Clapcich (tripulante)

 Jack Bouttell (jefe de guardia)

 Amory Ross (periodista a bordo)

## Tripulación 2017-18

### Vestas 11th Hour Racing
| Posición                       | Nombre                   | Participación en las etapas | Participación en las etapas | Participación en las etapas | Participación en las etapas | Participación en las etapas | Participación en las etapas | Participación en las etapas | Participación en las etapas | Participación en las etapas | Participación en las etapas | Participación en las etapas |
| ------------------------------ | ------------------------ | --------------------------- | --------------------------- | --------------------------- | --------------------------- | --------------------------- | --------------------------- | --------------------------- | --------------------------- | --------------------------- | --------------------------- | --------------------------- |
| Posición                       | Nombre                   | 1                           | 2                           | 3                           | 4                           | 5                           | 6                           | 7                           | 8                           | 9                           | 10                          | 11                          |
| Patrón                         | Charlie Enright          | Sí                          | Sí                          | Sí                          | No                          | No                          | No                          | Sí                          | Sí                          | Sí                          | Sí                          | Sí                          |
| Dir. de equipo, patrón etapa 4 | Mark Towill              | Sí                          | Sí                          | Sí                          | Sí                          | No                          | No                          | Sí                          | Sí                          | Sí                          | Sí                          | Sí                          |
| Tripulante                     | Stacey Jackson           | Sí                          | Sí                          | Sí                          | Sí                          | No                          | No                          | Sí                          | Sí                          | Sí                          | Sí                          | Sí                          |
| Navegante                      | Simon Fisher             | Sí                          | Sí                          | Sí                          | Sí                          | No                          | No                          | Sí                          | Sí                          | Sí                          | Sí                          | Sí                          |
| Tripulante                     | Tony Mutter              | Sí                          | Sí                          | Sí                          | Sí                          | No                          | No                          | Sí                          | Sí                          | Sí                          | Sí                          | Sí                          |
| Tripulante                     | Nick Dana                | Sí                          | Sí                          | Sí                          | Sí                          | No                          | No                          | Sí                          | Sí                          | Sí                          | Sí                          | Sí                          |
| Tripulante                     | Tom Johnson              | Sí                          | Sí                          | Sí                          | Sí                          | No                          | No                          | Sí                          | Sí                          | Sí                          | Sí                          | Sí                          |
| Tripulante                     | Phil Harmer              | No                          | No                          | No                          | Sí                          | No                          | No                          | Sí                          | Sí                          | Sí                          | Sí                          | Sí                          |
| Tripulante                     | Jena Mai Hansen          | No                          | No                          | Sí                          | No                          | No                          | No                          | No                          | Sí                          | Sí                          | Sí                          | Sí                          |
| Tripulante                     | Hannah Diamond           | Sí                          | Sí                          | No                          | Sí                          | No                          | No                          | Sí                          | No                          | No                          | No                          | No                          |
| Caña y trímer                  | Chuny Bermúdez de Castro | No                          | No                          | Sí                          | Sí                          | No                          | No                          | No                          | No                          | No                          | No                          | No                          |
| Tripulante                     | Damian Foxall            | Sí                          | Sí                          | No                          | No                          | No                          | No                          | No                          | No                          | No                          | No                          | No                          |
|                                |                          |                             |                             |                             |                             |                             |                             |                             |                             |                             |                             |                             |
| Número de tripulantes a bordo: | 9                        | 9                           | 9                           | 9                           | 0                           | 0                           | 9                           | 9                           | 9                           | 9                           | 9                           |                             |
|                                |                          |                             |                             |                             |                             |                             |                             |                             |                             |                             |                             |                             |
| Reportero a bordo              | James Blake              | Sí                          | No                          | No                          | No                          | No                          | No                          | No                          | No                          | Sí                          | No                          | No                          |
| Reportero a bordo              | Martin Keruzore          | No                          | Sí                          | No                          | No                          | No                          | No                          | No                          | Sí                          | No                          | No                          | No                          |
| Reportero a bordo              | Sam Greenfield           | No                          | No                          | Sí                          | No                          | No                          | No                          | No                          | No                          | No                          | No                          | No                          |
| Reportero a bordo              | Amory Ross               | No                          | No                          | No                          | Sí                          | No                          | No                          | No                          | No                          | No                          | No                          | No                          |
| Reportero a bordo              | Jérémie Lecaudey         | No                          | No                          | No                          | No                          | No                          | No                          | Sí                          | No                          | No                          | Sí                          | Sí                          |

## Tripulación 2014-15

### Team Alvimedica
- Charlie Enright (patrón & equipo cofundador)[7]
- Mark Towill (cofundador)
- Will Oxley (Navegante)
- Alberto Bolzan
- Nick Dana
- Ryan Houston
- Dave Swete
- Amory Ross (Reportero a bordo)
- Sébastien Marsset
- Stu Bannatyne[8]